# Carlos Arias
Carlos Erwin Arias Eguez (ur. 18 lutego 1980 w Portachuelo) – boliwijski piłkarz występujący na pozycji bramkarza, obecnie zawodnik Oriente Petrolero.

## Kariera klubowa
Arias jest wychowankiem zespołu Club Blooming, w barwach którego zadebiutował w Liga de Fútbol Profesional Boliviano w sezonie 2000. Szybko został podstawowym golkiperem Bloomingu, jednak nie osiągnął z tym zespołem większych sukcesów mimo iż spędził w tym zespole aż siedem lat. Sezon 2003 spędził na wypożyczeniu w The Strongest, z którym dwukrotnie – w fazach Apertura i Clausura – wywalczył mistrzostwo Boliwii oraz wziął udział w pierwszym międzynarodowym turnieju w karierze – Copa Libertadores, gdzie odpadł już w fazie grupowej. W 2005 roku także był zawodnikiem The Strongest, tym razem w roli pierwszego bramkarza osiągając z nim wicemistrzostwo kraju w rozgrywkach Apertura.
W 2008 roku Arias przeszedł do najbardziej utytułowanej ekipy w ojczyźnie – Club Bolívar. Występował w nim przez ponad dwa lata, bez większych sukcesów wziął udział w kilku międzynarodowych rozgrywkach, natomiast osiągnięcia na arenie krajowej odniósł w 2009 roku – mistrzostwo w sezonie Apertura, natomiast tytuł wicemistrzowski podczas Clausury. Latem 2010 został piłkarzem izraelskiego Maccabi Netanja – w Ligat ha’Al pierwszy mecz rozegrał 21 sierpnia 2010 w wygranym 4:1 spotkaniu z Beitarem. Od razu wywalczył sobie miejsce między słupkami, pomógł zająć Maccabi szóste miejsce w tabeli w rozgrywkach 2010/2011 i został wybrany przez Sport 5 najlepszym bramkarzem sezonu.
Latem 2011 Arias podpisał umowę z hiszpańskim drugoligowcem Córdoba CF, gdzie 10 września tego samego roku zadebiutował w Segunda División w wygranym 1:0 spotkaniu z Numancią. Nie potrafił jednak wygrać rywalizacji o miejsce w wyjściowej jedenastce z Alberto Garcíą i pozostawał rezerwowym bramkarzem Córdoby. W maju 2012 rozwiązał kontrakt z klubem, a trzy miesiące później jako wolny zawodnik powrócił do ojczyzny, zostając graczem Oriente Petrolero z miasta Santa Cruz.

## Kariera reprezentacyjna
W 1999 roku Arias znalazł się w składzie reprezentacji Boliwii U–20 na Młodzieżowe Mistrzostwa Ameryki Południowej. Tam jego ekipa nie zdołała się zakwalifikować na światowy czempionat, odpadając już w pierwszej rundzie poprzez zajęcie ostatniego miejsca w grupie.
W seniorskiej reprezentacji Boliwii Arias zadebiutował jeszcze jako zawodnik Bloomingu, w 2001 roku. Wówczas także został powołany na rozgrywany w Kolumbii turniej Copa América. Był tam podstawowym bramkarzem swojej kadry narodowej, wystąpił w trzech meczach i odpadł z nią już w fazie grupowej. Zanotował kilkanaście spotkań w eliminacjach do Mistrzostw Świata 2002, Mistrzostw Świata 2006 oraz Mistrzostw Świata 2010, jednak na żadny w tych turniejów Boliwijczycy się ostatecznie nie zakwalifikowali. W 2011 roku po raz kolejny znalazł się w składzie na Copa América, gdzie był pierwszym golkiperem kadry prowadzonej przez Gustavo Quinterosa i podobnie jak przed dziesięcioma laty po rozegraniu trzech pojedynków nie zdołał z Boliwijczykami wyjść z grupy.